# 海南蛇菰
海南蛇菰（学名：Balanophora kainantensis）是蛇菰科蛇菰属的植物，是中国的特有植物。分布在中国大陆的海南等地，见于密林中，目前尚未由人工引种栽培。

## 异名
- Balanophora abbreviata auct. non Bl.